# Nova Friburgo
Nova Friburgo (Deutsch: Neufreiburg, amtlich portugiesisch Município de Nova Friburgo) ist ein Munizip im brasilianischen Bundesstaat Rio de Janeiro. Sie liegt in der Serra Fluminense in ca. 850 Metern Seehöhe, 130 Kilometer nordöstlich der Stadt Rio de Janeiro. Bei der Volkszählung 2010 hatte die politische Gemeinde 182.082 Einwohner; die Bevölkerungszahl wurde zum 1. Juli 2021 auf 191.664 Bewohner geschätzt, die Friburguenser (portugiesisch friburguenses, deutsch auch Neufreiburger) genannt werden und auf einer Gemeindefläche von rund 935,4 km² leben.

## Geographie
In der Nähe der Stadt Nova Friburgo entspringen mehrere Flüsse: Rio Grande, Rio Bengalas, Rio Macaé, Rio Cônego, Rio Santo Antônio und viele kleinere.
Die Innenstadt Nova Friburgos liegt auf 846 m; diese Höhe wird auf einer Plakette am Fuße der Statue von Alberto Braune auf der Praça Getúlio Vargas angezeigt. Eine weitere Plakette an der Statue von Getúlio Vargas bezeichnete den Mittelpunkt des Bundesstaates Rio de Janeiro.
Einige Teile des Bezirks Nova Friburgo, zum Beispiel Caledônia und Mury, erreichen eine Höhe von über 1000 m. Andere, wie São Romão in Lumiar, erreichen eine maximale Höhe von 200 m.

### Höchste Erhebungen
- Pico Maior de Friburgo – der höchste Punkt der Serra do Mar, mit einer Höhe von 2366 m.[3]
- Pico Médio de Friburgo – 2285 m
- Pico Menor de Friburgo – 2262 m
- Pico da Caledônia – 2219 m
- Pedra do Capacete – 2200 m
- Pedra Cabeça de Dragão (Drachenkopf) – 2018 m
- Garrafão – 1750 m

### Klima
Nova Friburgo hat ein tropisches Höhenklima mit kalten und trockenen Wintern und warmen, feuchten Sommern. Die mittlere Temperatur beträgt 16 °C. In den höheren Regionen des Munizips wurden auch Minustemperaturen und Schnee gemeldet. Die höchste gemessene Temperatur betrug 37 °C, gemessen am 27. Januar 1986. Die tiefste gemessene Temperatur war am 15. Juli 1892 −2,5 °C.
|                       | Jan | Feb | Mär | Apr | Mai | Jun | Jul | Aug | Sep | Okt | Nov | Dez |   |      |
| Mittl. Tagesmax. (°C) | 27  | 27  | 27  | 24  | 23  | 20  | 19  | 21  | 23  | 24  | 24  | 25  | ⌀ | 23,7 |
| Mittl. Tagesmin. (°C) | 17  | 17  | 17  | 14  | 12  | 9   | 8   | 10  | 12  | 14  | 15  | 16  | ⌀ | 13,4 |
|                       |     |     |     |     |     |     |     |     |     |     |     |     |   |      |
| Niederschlag (mm)     | 208 | 168 | 150 | 74  | 46  | 48  | 20  | 23  | 41  | 84  | 170 | 239 | Σ | 1271 |

| 17 |

| 17 |

| 17 |

| 14 |

| 12 |

| 9 |

| 8 |

| 10 |

| 12 |

| 14 |

| 15 |

| 16 |

| 17 |

| 17 |

| 17 |

| 14 |

| 12 |

| 9 |

| 8 |

| 10 |

| 12 |

| 14 |

| 15 |

| 16 |

| N i e d e r s c h l a g | 208 | 168 | 150 | 74  | 46  | 48  | 20  | 23  | 41  | 84  | 170 | 239 |
|                         | Jan | Feb | Mär | Apr | Mai | Jun | Jul | Aug | Sep | Okt | Nov | Dez |

## Geschichte
Nova Friburgo wurde anfänglich von 261 Familien gegründet, die zwischen 1819 und 1820 aus der Schweiz nach Brasilien auswanderten, insgesamt handelte es sich um 1682 Immigranten. Es waren fast ausschließlich Personen, die aus wirtschaftlichen und sozialen Gründen auszuwandern gezwungen waren. Die Gemeinde wurde zu Ehren ihrer schweizerischen Heimatstadt Freiburg (Friburgo auf Portugiesisch, Fribourg auf Französisch) auf den Namen „Nova Friburgo“ getauft. Es war die erste Gemeinde in Brasilien, die von Schweizern besiedelt wurde, und die erste nicht-portugiesischsprachige Kolonie auf brasilianischem Boden. Die ersten Immigranten ließen sich hier zwischen dem 3. und 4. Mai 1824 nieder, zwei Monate bevor São Leopoldo (Rio Grande do Sul) besiedelt wurde.
Am 16. Mai 1818 erlaubte König João VI. Schweizer Immigranten, die mehrheitlich aus Freiburg (Fribourg) stammten, nach Brasilien einzuwandern und sich auf der Fazenda do Morro Queimado in Cantagalo, Bundesstaat Rio de Janeiro, niederzulassen. Die Auswahl des Ortes erfolgte nach Abwägung der klimatischen Bedingungen, die der Herkunft der Einwanderer ähnelten. Viele Auswanderer verließen am 4. Juli 1819 Estavayer-le-Lac am Neuenburgersee mit drei Schiffen in Richtung Basel und Rotterdam. Auf der Reise wurden etliche Personen krank und einige starben unterwegs. Am 4. November 1819 kam das erste Schiff in Rio de Janeiro an. Schließlich erreichten bis 1820 261 Familien aus der Schweiz den Ort mit halbfertigen Baracken, 161 mehr, als ursprünglich genehmigt worden waren. Mit dem unerwarteten Siedlerstrom wurde Nova Friburgo am 3. Januar 1820 der Rang einer amtlich anerkannten Gemeinde als Vila de Nova Friburgo zugesprochen und aus dem Gemeindegebiet der Vila de Cantagalo ausgegliedert. Die Ausübung der Eigenverwaltung erfolgte schließlich am 17. April 1820. Der Bau des Dorfes, der zukünftigen Stadt und die Urbarmachung des Bodens gestaltete sich jedoch schwieriger als erwartet, da in der ersten Regenzeit viel Aufbauarbeit durch Überschwemmungen zerstört wurde.
Nach der Ausrufung der Unabhängigkeit Brasiliens (1822) entsandte die Regierung des Landes den Major Georg Anton Schäffer nach Deutschland, um dort das Ende des Siedlerstromes nach Leopoldina und Frankenthal in Bahia auszuhandeln. Aus verschiedenen Gründen fanden sich die Siedler in Nova Friburgo wieder, wo sie 1824 ankamen.
Am 8. Januar 1890 wurde Nova Friburgo zu einer der brasilianischen Munizipalstädte erhoben, die seit 1994 in sieben Distrikte gegliedert ist. Grund für den neuen Status war der stete Zuwachs der Bevölkerung, in erster Linie durch italienische, portugiesische und syrische Immigranten.
1872 sorgte Bernardo Clemente Pinto Sobrinho, der zweite Baron von Nova Friburgo, für den Anschluss der Stadt an das Eisenbahnnetz der „Estrada de Ferro Leopoldina“. Diese Anbindung war in erster Linie für die Ausfuhr des Kaffees und weiterer landwirtschaftlicher Erzeugnisse aus der Region um Cantagalo wichtig. Dieser Anschluss, die Verbesserung der Verbindung nach Rio de Janeiro und Niterói und der Ausbau der Industrie und des Tourismus sorgten für ein stetes Wachstum der wirtschaftlichen Situation der Stadt. Die Eisenbahnlinie wurde 1960 stillgelegt; der Abgeordnete Rogério Cabral (PSB) legte 2007 den Antrag auf Wiedereröffnung der Strecke zu touristischen Zwecken vor. Um das Jahr 2000 erinnerten nur noch einige Hotels, Restaurants und die Namen der Nachfahren der ersten Kolonisten an die Schweizer Vergangenheit.
Im Mai 2018 feierte Nova Friburgo in Anwesenheit vieler Schweizer aus Freiburg sein zweihundertjähriges Bestehen.

## Stadtverwaltung
Erster gewählter Bürgermeister wurde 1916 Everard Barreto de Andrade.
Bei den Kommunalwahlen in Brasilien 2016 wurde Renato Bravo von den Progressistas (PP) Stadtpräfekt (Bürgermeister) für die Amtszeit 2017 bis 2020. Er wurde bei den Kommunalwahlen in Brasilien 2020 durch Johnny Maycon Cordeiro Ribeiro, bekannt als Johnny Maycon, Mitglied der Partei Republicanos, mit 22.277 oder 23,28 % der gültigen Stimmen für die Amtszeit von 2021 bis 2024 abgelöst.
Die Legislative liegt bei einem Stadtrat (Câmara Municipal) aus 21 gewählten Vertretern, den Vereadores.

## Religionen
- Bistum Nova Friburgo
- In Nova Friburgo wurde am 3. Mai 1824 die älteste lutherische Gemeinde Lateinamerikas gegründet. Sie gehört heute zur Evangelischen Kirche Lutherischen Bekenntnisses in Brasilien.

## Infrastruktur

### Bildung
In den vergangenen Jahren haben verschiedene Institutionen weitere Einrichtungen der höheren Bildung in Nova Friburgo eröffnet. Damit wandelt sich das Profil der Stadt mehr und mehr weg vom ursprünglichen industriellen Stadtbild hin zu einem auf Bildung basierenden Image.
Im Bereich der mittleren Bildung gehört die Stadt zu jenen mit den besten Einrichtungen in Brasilien. Im ENEM 2007 erreichte das Colégio Anchieta den 17. Platz im nationalen Vergleich.
In der Stadt finden sich die Universitäten Faculdade de Filosofia Santa Doroteia, CEFET und Faculdade de Odontologia de Nova Friburgo (FONF). Außerdem gibt es Institute der Universidade Federal Fluminense (UFF), Universidade do Estado do Rio de Janeiro (UERJ, IPRJ), Universidade Cândido Mendes (UCAM) und Universidade Estácio de Sá (UNESA).

### Kultur
Jedes Jahr finden in der Innenstadt die traditionellen Abschlussfeiern der fünf Sambaschulen (Acadêmicos do Prado, Alunos do Samba, Imperatriz de Olaria, Unidos da Saudade e Vilage no Samba) auf der Avenida Alberto Braune zwischen der Rua Ariosto Bento de Mello und dem Rathaus statt. Ein weiterer Bestandteil des kulturellen Lebens der Stadt sind das Teatro Municipal Ariano Suassuna, an der Praça do Suspiro, eröffnet 2008, und das Symphonieorchester der Universidade Candido Mendes.

### Sport
In Nova Friburgo lassen sich verschiedene (Trend-)Sportarten ausüben: Canoeing, Downhill, Bergsteigen, Off-Road, Paragliding, Trekking.
Der größte Fußballverein der Stadt, Friburguense AC, wurde am 14. März 1980 gegründet. Die ersten bemerkenswerten Ergebnisse erzielte die Mannschaft zu Beginn der 1990er Jahre. Friburguense nahm an allen 13 Campeonatos Estaduais (Rio-Staatsmeisterschaft) seit 1997 teil und geriet dabei nie ernsthaft in Abstiegsgefahr. Der Verein hat heute 1.300 Mitglieder. Friburguense spielt im Stadion Eduardo Guinle (12.000 Plätze).

## Wirtschaft
Neben dem aufstrebenden Tourismus ist Nova Friburgo nach wie vor ein Landwirtschaftszentrum. In der Umgebung wird vor allem Gemüse angebaut und Viehzucht betrieben, speziell die Truthahnzucht.
Ein weiterer wichtiger Wirtschaftszweig ist die Textilindustrie. Insbesondere gibt es zahlreiche Fabriken, die Unterwäsche herstellen.

## Städtepartnerschaften
- : Penacova, Portugal (seit 2019)[10]